# Freeland (Michigan)
Freeland – jednostka osadnicza w Stanach Zjednoczonych, w stanie Michigan, w hrabstwie Saginaw.